# فرانک لسکای
فرانک لسکای (به انگلیسی: Frank Leskaj) (زادهٔ ۱۶ آوریل ۱۹۷۱) شناگر اهل ایالات متحده آمریکا است.